# 大宰相

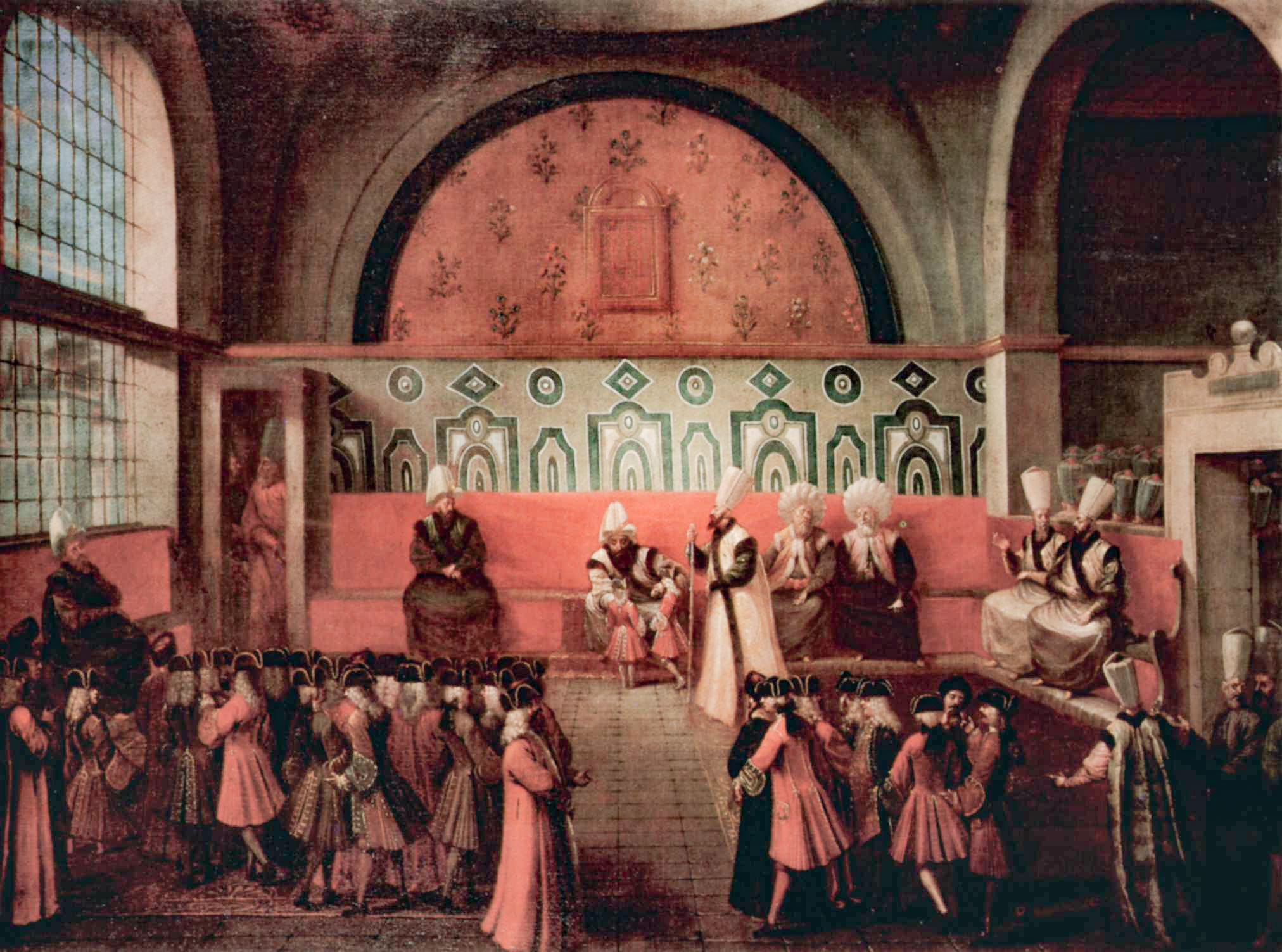
『大宰相イブラヒムパシャに謁見するフランス大使』 ジャン=バティスト・ヴァンムール画

大宰相 （日本語：だいさいしょう、トルコ語： Vezir-i AzamまたはSadr-ı Azam（ザドラザム、Sadrazam）またはSerdar-ı Ekrem、オスマン帝国時代にはصدر اعظم または وزیر اعظم）は、オスマン帝国における最上位の官位で、ペルシャ語のヴェズィール （vizier、وزير、宰相の意）に由来する。また、ヴェズラザム (Vizrazam)、ヴェズザラムと呼ばれる場合もある。英語では、Grand Vizierと呼ぶ。

## 概要
大宰相は支配構造上ではスルタンの直下に位置し、スルタンの絶対権力を代行する立場であり、原理的にはスルタン以外からは罷免されない。オスマン帝国運営の実務を担い、政務にあたって他の宰相を招集することができた。宮廷内の御前会議 (en) は、その開かれていた場所がトプカプ宮殿内の聖堂内 (Kubbealtı) であったことから、「聖堂宰相」(Kubbealtı viziers、英: under the dome visiers) と呼ばれた。また大宰相の公邸はバーブ・アーリー（大宰相府、en）と呼ばれた。大宰相 (Vazīr-e Azam) はまた、パキスタンの首相を指すウルドゥー語でもある（大臣一般は "vizier"）。
オスマン帝国の成立してまもない頃には大宰相と言う名称はなく、宰相 (Vizier) とだけ呼ばれていた。その中で最初に大宰相と呼ばれたのはチャンダルル家出身のハイレッディン・パシャ (en) である。大宰相という位は、宰相の中でスルタンの代行者とその他の宰相を峻別するために設けられた。初めのうちはヴェズィール・イ・アーザム (vezir-i âzam) と呼ばれることが多かったが、次第にサドラザム (sadrazam) と呼ばれるようになった。どちらも意味としては同じである。大宰相はまた、オスマン帝国の歴史を通じてサドル・イ・アーリー (sadr-ı âlî、英: 'high vizier')、ベキル・イ・ムトラク (vekil-i mutlak、英: 'absolute attorney')、サーヒブ・イ・デヴレト (sâhib-i devlet、英: 'holder of the state')、セルダル・イ・エクレム、セルダル・イ・アザム、ザート・イ・アーサフィ (zât-ı âsafî、英: 'vizieral person') などと呼ばれた。
キョプリュリュ時代 (en)（1656年 – 1703年） には、歴代の大宰相がオスマン帝国の実権を握っていた。この時代には、スルタンの権力は弱められ、それが支配階級の下位に分散していた。
タンジマートの後、19世紀のオスマン帝国では、大宰相は現代の西洋国家政府における首相に近い役割を果たすようになった。